# Paulo Kogos
Paulo Hugenneyer Kogos (São Paulo, 20 de maio de 1986) é um youtuber, influenciador digital, economista e empresário brasileiro filiado ao União Brasil (UNIÃO).
É conhecido por ser ativista nas redes de extrema-direita do Brasil, se destacando pelo seu posicionamento libertário e pela defesa pouco ortodoxa das suas ideias. Fortemente associado com a difusão do anarcocapitalismo no Brasil, Kogos deixou de adotar o termo anarcocapitalista para se autodefinir desde agosto de 2023, quando declarou considerar tal termo esteticamente inadequado, indevidamente apropriado por liberais e associado com figuras contrárias às suas crenças religiosas, passando desde então a definir-se como ontolibertário. Kogos também declara-se como católico sedevacantista, conservador nos valores e no "extremo da extrema-direita".
Durante a pandemia de COVID-19 participou das manifestações contrárias ao isolamento social e a favor do então presidente Jair Bolsonaro. Em 2022 se candidatou a uma vaga na Assembleia Legislativa de São Paulo pelo PTB, onde recebeu 33.109 votos, não tendo sido eleito devido ao seu partido não ter conseguido alcançar o quociente eleitoral.

## Vida pessoal
Paulo Kogos nasceu em São Paulo, no dia 20 de maio de 1986, sendo filho único do ginecologista Waldemar Kogos e de Lígia Kogos, uma das mais conhecidas dermatologistas do Brasil, conhecida como a "Rainha do Botox", que conta entre os seus clientes Marcela Temer, Beth Szafir e Amaury Jr.
Kogos possui uma empresa de venda de dermocosméticos, que atua de maneira próxima com os negócios da tradicional clínica de dermatologia da família localizada no bairro dos Jardins, em São Paulo. Sua empresa possui direitos de uso do nome de sua mãe (Lígia Kogos) e atua como revendedor exclusivo de produtos por ela projetados.
Kogos afirma que tem síndrome de Asperger "em algum nível", embora nunca tenha recebido um diagnóstico oficial.

### Serviço militar e formação acadêmica
Kogos cursou o Curso de Formação de Oficiais da Reserva do Centro de Preparação de Oficiais da Reserva de São Paulo, na turma de 2005, graduando-se como aspirante a oficial de reserva da Arma de Comunicações do Exército Brasileiro.
Logo após concluir o Centro de Preparação de Oficiais da Reserva, foi graduado em Administração de Empresas pelo Insper, onde durante sua vida acadêmica também ocupou a posição de Diretor de Redação da revista InsperPost (revista acadêmica institucional do Insper, com gestão conjunta entre a instituição e o corpo discente). Logo após, cursou também pós-graduação em Economia na Universidade Mackenzie.
Em abril de 2020, encontrava-se no segundo ano da graduação em Filosofia, na faculdade do Mosteiro de São Bento, em São Paulo.

## Ativismo político
Kogos afirma que foi sempre politicamente ativo, por influência do avô, perfilando-se sempre na direita, como libertário e anarcocapitalista.
Em 6 de novembro de 2020, em entrevista ao programa Pânico, da emissora Jovem Pan, declarou-se no "extremo da extrema-direita", reforçando publicamente sua identificação como anarcocapitalista.
Numa entrevista ao Estadão, declarou-se "anarcocapitalista com tendências monárquicas", afirmando-se contra a democracia, na qual vê "a perda de freios morais e limites éticos". Defende um ideal de sociedade cristã, livre mercado, da ordem e da hierarquia, baseado no princípio da desigualdade social, em que umas pessoas estão mais aptas que outras a servir. O poder seria, assim, exercido por "pequenas governanças feitas por uma elite natural".
Em abril de 2020, afirmava-se visceralmente contra a política partidária, negando ter interesse em disputar uma eleição.
Segundo a Veja, após a veiculação de uma entrevista no site da revista, Kogos teria sido expulso do Club Athletico Paulistano. Kogos nega esta informação, confirmando, no entanto, haver recebido uma advertência verbal por se ter envolvido em uma briga de torcida de futebol, em 2016.
Em 2022, Paulo Kogos filiou-se ao antigo Partido Trabalhista Brasileiro, atual Partido Renovação Democrática, para disputar as eleições para a Assembleia Legislativa de São Paulo, e propôs o pagamento de impostos com bitcoin em São Paulo. Kogos foi criticado durante a campanha por retirar cerca de 100 mil reais do fundo eleitoral, ao qual Kogos é contrário; Kogos alegou que utilizou o fundo para evitar que ele fosse destinado a candidatos de esquerda, pois o dinheiro do fundo já havia sido arrecadado pelo Estado e, caso ele não aceitasse recebê-lo, seria destinado a outros políticos – mas deixou claro que permanecia contra a existência do financiamento estatal de campanhas, e trabalharia contra isso como deputado. Kogos obteve 33.109 votos, sendo o primeiro colocado de seu partido e tendo quase o dobro de votos do segundo; porém, não foi eleito porque seu partido, o PTB, não alcançou o quociente eleitoral.
Em 2024, Paulo Kogos anunciou sua pré-candidatura a vereador de São Paulo pelo União Brasil (UNIÃO). Em seu anúncio de candidatura, Kogos reafirmou sua oposição ao Movimento Brasil Livre, em especial ao deputado Kim Kataguiri, e prometeu lutar dentro de seu partido para que Kim Kataguiri não seja candidato a prefeito de São Paulo.

## Desempenho em Eleições
| Ano  | Eleição                | Partido | Candidato a       | Votos  | %     | Resultado  | Ref    |
| ---- | ---------------------- | ------- | ----------------- | ------ | ----- | ---------- | ------ |
| 2022 | Estadual em São Paulo  | PTB     | Deputado Estadual | 33.109 | 0,14% | Não Eleito | [ 31 ] |
| 2024 | Municipal de São Paulo | UNIÃO   | Vereador          | 11.263 | 0,19% | Suplente   | [ 32 ] |

## Redes sociais

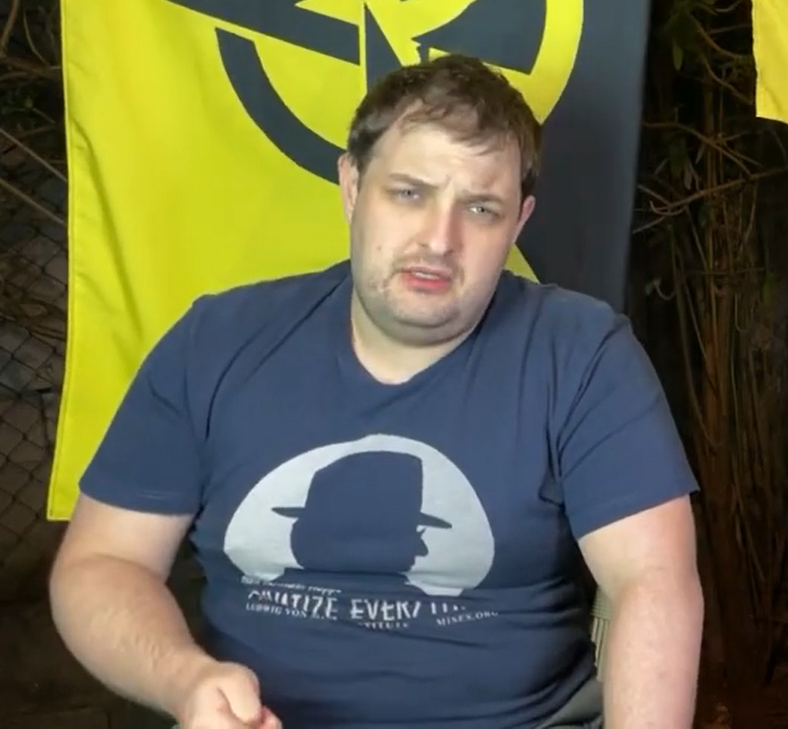
Paulo Kogos em participação no canal de YouTube Ancapsu

Em 2018, o canal do YouTube de Paulo Kogos foi identificado num trabalho acadêmico da Faculdade de Ciências Sociais e Humanas da Universidade Nova de Lisboa como uma das vozes dominantes no ecossistema de movimentos populistas da direita brasileira naquela plataforma. O uso do algoritmo Force Atlas 2 e das métricas Modularidade e Grau Médio Ponderado permitiram detetar toda uma comunidade centrada no canal de Kogos, inserindo-se tanto na rede dominada pelo Movimento Brasil Livre (MBL), como na dominada pelo canal "Ideias Radicais", esta com uma densidade de utilizadores cinco vezes superior à da rede dominada pelo Movimento Brasil Livre, atuando como ponte entre as comunidades de ambas as redes. O canal surge com grau ponderado alto na rede dominada pelo "Ideias Radicais", caracterizada pelas relações de grande coerência no quadro do liberalismo e do anarcocapitalismo.
Ficou conhecido pelas declarações políticas polêmicas no seu canal no YouTube, "Ocidente em Fúria", que contava em novembro de 2020 com 126 mil inscritos. Kogos afirma-se cristão, defendendo no seu canal a Igreja e a sociedade contra o que chama de devastação moral. Afirma que Jair Bolsonaro acertou quando apelou contra a cristofobia no seu discurso na 75.ª Assembleia Geral das Nações Unidas, em 22 de setembro, afirmando ser um problema mundial. Defende o separatismo, a volta da Inquisição e das Cruzadas.
Na foto de perfil do Instagram, posa de metralhadora em punho, aparecendo também caracterizado de templário e guerreiro viking, em odes à Idade Média, e fazendo um símbolo de arma com as mãos.
Em abril de 2020, Kogos havia sido expulso da rede social Twitter, que cancelou o seu perfil por julgar impróprio o conteúdo de suas postagens.

## Declarações sobre a pandemia de COVID-19
Kogos foi acusado por meios de imprensa de ser um negacionista da COVID-19, tendo classificado a COVID-19 como "um vírus pouco pior do que uma gripezinha", afirmando que a Organização Mundial de Saúde "deveria ser militarmente extinta por comandos armados". Manifestou-se contrariamente ao isolamento social de forma enérgica, tendo com isso vindo a ganhar alguma projeção tanto positiva como negativa. Kogos tem igualmente usado o seu canal do YouTube para atacar a vacinação contra a COVID-19.
Em 2020, durante a pandemia de COVID-19, tornou-se uma das figuras mais proeminentes das manifestações contrárias ao isolamento social e a favor de Jair Bolsonaro.
Apesar de João Doria, governador de São Paulo, ser amigo da família, e de no passado Kogos haver participado de vários encontros organizados pelo governador, denominados "Family Workshop" e destinados às empresas familiares, Kogos passou a declarar-se feroz opositor do governador paulista e das medidas de isolamento social por ele decretadas, promovendo uma campanha de oposição.
Em 12 de abril, participou de uma manifestação na Avenida Paulista carregando um caixão falso do então governador João Doria. Segundo Kogos, o caixão simbolizava o enterro político de João Doria, do nazismo, do comunismo e daquilo que chamou de "psdbismo".
Em consequência, foi atacado nas redes sociais por considerarem o gesto um desrespeito com as dezenas de milhares de mortes até então causadas pela COVID-19 em todo o mundo. Circulavam então no Twitter uma série de vídeos e fotos de Kogos em situações aleatórias, como no enterro de Hebe Camargo e no lançamento de vinhos de Galvão Bueno. Kogos acabaria por postar um vídeo se desculpando a João Doria.
Em junho do mesmo ano, surgiu fantasiado de cavaleiro templário em manifestações da Avenida Paulista contra João Doria, em uma simbologia enquadrada na admiração da extrema-direita pela Idade Média europeia e pelas Cruzadas Templárias.
Em setembro de 2020, Kogos não usou a máscara em um shopping de São Paulo servindo-se do pretexto de estar tomando um sorvete. A mídia referiu-se jocosamente ao ato como a "Revolta do Sorvete".

## Cultura popular
Kogos aparece como personagem no livro infantil de propaganda liberal escrito por Giuliano Miotto, Anya e o Mistério do Sumiço do Cãozinho Galt, publicado em agosto de 2019, no papel de Kogros, o terrível, "um garoto que pensava ser um ogro".

## Livros
- O mínimo sobre Anarcocapitalismo - Editora CEDET - 2023 (ISBN 6585033078).[43]